# Phaonia alticola
Phaonia alticola este o specie de muște din genul Phaonia, familia Muscidae, descrisă de Malloch în anul 1923. Conform Catalogue of Life specia Phaonia alticola nu are subspecii cunoscute.